# Gmeinder DHS 20 B
Die DHS 20 B ist eine leichte Diesellokomotiv-Bauart des Herstellers Gmeinder.

## Technik
Erstmals seit mehr als 60 Jahren wurde mit einer Arbeitslok, die für den Bau und Betrieb auf der U-Bahn Singapur (MRT) entwickelt wurde, wieder eine Diesellokomotive mit hydrostatischem Antrieb bei Gmeinder gebaut. Der Grund für die Verwendung dieser gewählten Kraftübertragung mit schlechten Wirkungsgrad war die Forderung, über längere Zeit mit minimaler Geschwindigkeit fahren zu können. Diese Maschinen verfügten über eine Abgasreinigungsanlage für den Einsatz im Tunnel. 1986 wurden zehn Lokomotiven nach Singapur geliefert. Daraus abgeleitet wurde für den deutschen Markt eine Werklok mit der Bezeichnung DHS 20 B (DHS=Dieselmotor mit hydrostatischer Kraftübertragung, 20=installierte Leistung in kW/10, B=Achsfolge).

## Einsatz

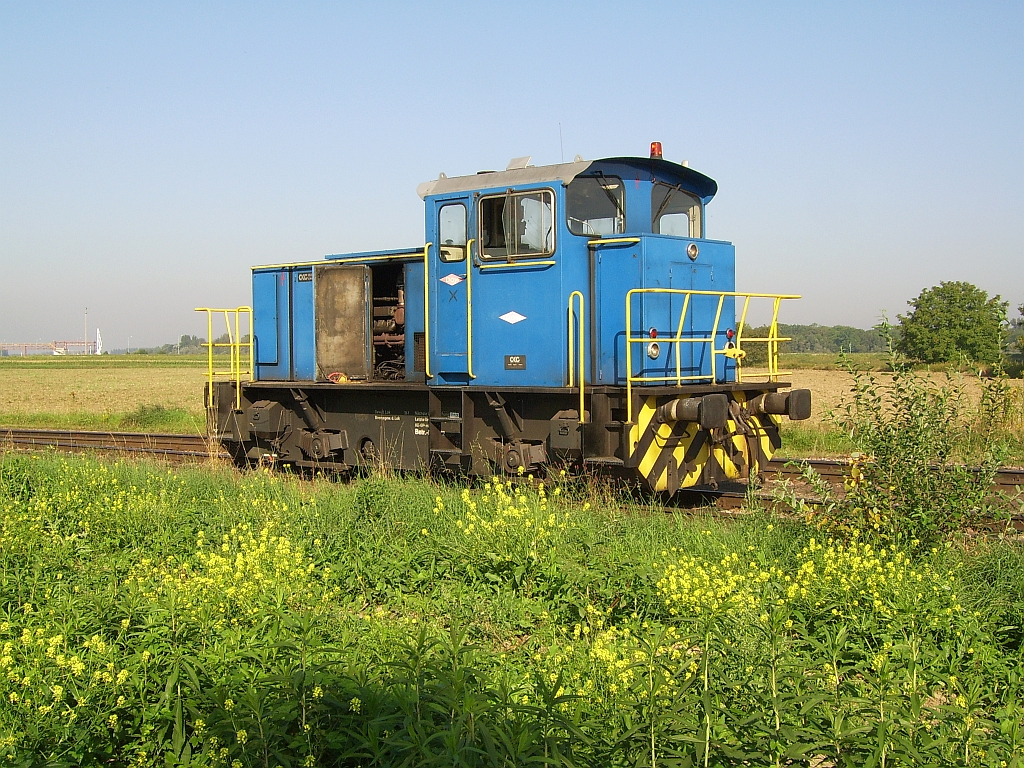
DOW Rheinmünster/Greffern (2005)

Für den europäischen Markt kam es lediglich zu vier Bestellungen, wovon 1989 die erste Maschine an die Schweizer Zuckerfabrik in Frauenfeld geliefert wurde. 1993 kam eine weitere Maschine an die DOW Deutschland GmbH & Co. OHG, Rheinmünster-Greffern als Ersatz für deren bisherige Werklok hinzu. Zwei Lieferungen 1996 an die Südwestdeutschen Salzwerke AG für deren Werke in Heilbronn und Bad Friedrichshall-Kochendorf beendeten die Bestellungen für diese Loktype. Alle vier Maschinen stehen noch in Dienst.